# 韦思谦
韦思谦（611年—689年10月16日），本名仁约，字思谦，为避武则天父武士彠讳，以字行，爵封博昌县开国男，唐朝官员，唐睿宗首次登基后任宰相。他的儿子韦承庆和韦嗣立后来也都成为宰相。

## 家世
韦思谦属京兆韦氏小逍遥公房，祖上向南迁徙客居襄阳，后来又迁徙到郑州阳武。韦思谦中进士，得补授幽州昌平县尉，被燕王府长史杜楚克推荐任为安州應城县令。任满后，他面临决定他是否能够升官的考核。负责考核的吏部起初因为他在公事上有过失，考绩名列最下等，对他评价不高，一直未予升迁。吏部尚书高季辅却说：“我接手吏部以来，只发现这么一个真正有才干的人，我怎么能够因为他有小过失而抛弃他的大德呢？”于是擢升韦思谦为监察御史，他也因此为世人所知名。任监察御史期间，韦思谦曾说：“如果御史离开都城（去查案），不能动摇山岳，震慑州县，那么他就不称职。”

## 唐高宗年间
永徽元年（650年）十月，韦思谦弹劾当权宰相中书令褚遂良迫使一名中书译语人将土地贱卖给他。大理少卿張册认为褚遂良已经赔偿了那名译语人，判他无罪，但韦思谦向唐高宗指出褚遂良的赔偿仅和这块地要负担的征税等量，并未按市价赔偿，更称张叡册欺下罔上罪当诛。高宗遂贬褚遂良为同州刺史、张叡册循州刺史。但高宗敬重褚遂良，三年（652年）又将他召回重新拜相。自此韦思谦不得晋升，更被贬为秦州清水县令。但他却不以为意，说：“我性格狂鄙，一旦有了权，就会爆发，这足够为我带来灾祸。但大丈夫在应当坚定的时候，必须明目张胆，以报国恩，终不能为了保全妻儿去当一个碌碌无为的臣子。”
后来，左肃机皇甫公義在皇子沛王李贤府任检校长史，邀请韦思谦任李贤的仓曹参军。他对韦思谦说：“您岂是池中之物，但我想委屈您几年照顾此王府。”韦思谦屡获升迁，历任殿中侍御史、侍御史。高宗以他为贤，常召他说话，即使很疲倦也靠着栏杆说上数刻才作罢。又多参与裁决疑难案件。又改任殿中丞，最后任尚书省右司郎中。武候将军田仁会与御史张仁祎有隙，诬陷张仁祎有罪。高宗因此当廷讯问张仁祎，张仁祎因懦弱害怕皇帝，语无伦次。韦思谦说：“我和张仁祎共事有些日子了，知道事情的缘由。张仁祎怯懦，不能为自己辩护。如果田仁会眩惑陛下，弹劾张仁祎犯了非常之罪，那说明我没有对陛下尽职。请让我对质。”随后他很流利地为张仁祎辩护，打动了高宗。
唐高宗永淳年间（682年-683年），韦思谦升任尚書左丞，说：“陛下为官择人，得不到人选就空置。今不惜美锦，令臣处理此事，这说明陛下知臣之深，也是微臣尽命的时候。”振举纲目，朝廷肃然。又任御史大夫。他正直敢言，神色庄重不可侵犯，见王公从不行拜礼，有人劝他时，他说：“雕、鹗、鹰、鹯（常用于象征负责监督违法犯罪的御史）难道是所有禽类的朋友吗，为什么我要向他们下拜讨好他们？而且，我们作为皇帝的耳目之官，应该独立行事。”
后来唐昭宗授吏部侍郎徐彦若御史中丞时，亦举韦思谦以雕鹗自许、不狎公卿的例子。

## 武后摄政年间
弘道元年（683年），唐高宗驾崩。韦思谦抱病入宫临丧，眼泪凝结了须髯，俯伏号哭气绝。太子李哲继位为唐中宗，武后（即后来的武则天）以太后摄政，掌握实权。中宗诏令派人搀扶侍候。嗣圣元年（684年），中宗意图独立执政，武后将他废黜，改立皇弟豫王李旦为唐睿宗，进一步掌握权柄。光宅元年（684年）九月，武后侄武承嗣、武三思屡劝武后寻事诛杀皇室近支韩王李元嘉、鲁王李灵夔等以绝宗室之望，韦思谦和中书侍郎刘祎之都因害怕，唯唯诺诺无言，只有中书令裴炎坚持力争以为不可。武后摄政初期，韦思谦任宗正卿，因官名变更，改称司属卿，同年又因官制变革改任右肃政大夫。当时大夫和御史有相互致意行对等之礼的传统，但韦思谦上任后，只接受下属致意，并不回礼，被问及原因时，他说：“国家官制自有上下之分，我是他们的长官，为什么仅仅因为是传统，我就要遵守呢？”垂拱元年（685年）二月，他被授同鳳閣鸞臺三品、兼知左台事，成为政事堂宰相。次年六月，代苏良嗣守纳言，封博昌县开国男。韦思谦以病辞官，不获准，诏肩舆上朝，许子孙侍候。三年（687年）三月，再上表告老致仕，获准，加太中大夫。永昌元年（689年）九月二十八日，韦思谦在洛阳承义里家中去世，年七十九。赠使持节幽州都督。
唐德宗年间，韦思谦得以续图凌烟阁。

## 评价
- 《旧唐书》史臣曰：韦思谦始以州县，奋于烟霄，持纲不避于权豪，报国能忘于妻子。自强不息，刚毅近仁，信有之矣！高季辅、皇甫公义，可谓知人矣！且福善余庆，不谓无徵，二子构堂，俱列相辅，文皆经济，政尽明能。加以承庆方危，染翰而曾非恐悚；嗣立见用，袭封而罔坠逍遥。无忝父风，宁惭祖德，谥温谥孝，何愧易名？[3]

## 家族

### 曾祖父
- 韦量，南梁中书、黄门侍郎、司农卿、汝南县开国子

### 祖父
- 韦弘瑗，北周冬官司金上士，隋朝光州定城县、庐州慎县、绛州高梁县、荥阳郡阳武县四县县令

### 父母
- 韦德伦，唐瀛州任丘县令
- 陇西李夫人

### 夫人
- 清河崔氏，唐朝亳州刺史崔神鼎之女
- 王婉

### 子女
- 韦承庆，元配崔氏所生
- 韦嗣立，继妻王婉所生
- 韦淑，王婉所生
- 韦氏，嫁莱州长史宇文峤

## 延伸阅读
[在维基数据编辑]
 《舊唐書·卷88》，出自刘昫《舊唐書》
 《新唐書/卷116》，出自《新唐書》